# Kevin Barron
Kevin John Barron, född 26 oktober 1946 i Tadcaster i North Yorkshire, är en brittisk politiker (Labour). Han var ledamot av underhuset för Rother Valley mellan 1983 och 2019.
Barron var ledande i kampanjen för att skriva om paragraf 4 (angående: produktionsmedlens övertagande) i Labours partiprogram.